# Thomas Jouannet
Pour les articles homonymes, voir Jouannet.
 (mai 2024).
Si vous disposez d'ouvrages ou d'articles de référence ou si vous connaissez des sites web de qualité traitant du thème abordé ici, merci de compléter l'article en donnant les références utiles à sa vérifiabilité et en les liant à la section « Notes et références ».
Thomas Jouannet, né à Genève le 30 septembre 1970, est un acteur suisse.

## Biographie
Thomas Jouannet débute dans un cours de théâtre à Genève, puis il va à Paris et suit sa formation aux Cours Jean Périmony. Il commence sa carrière en jouant dans plusieurs séries françaises et dans de nombreux téléfilms français, notamment L'Affaire Dominici de Pierre Boutron, avec Michel Serrault et Michel Blanc qui s'inspire du livre du journaliste William Reymond Dominici non coupable, les assassins retrouvés, et Le Silence de la mer adapté d'une nouvelle écrite par Vercors. Il a joué également dans la série française Clara Sheller (saison 2) diffusée sur France 2.
Il a joué en 2009 dans le téléfilm La Reine morte de Pierre Boutron (diffusion sur France 2 le 19 mai 2009), adaptation de la pièce de Henry de Montherlant, écrite en 1942. Il y tient le rôle de Don Pedro, fils du roi Ferrante du Portugal, et marié secrètement à Inés de Castro.
Nommé dans la catégorie meilleur acteur au Festival International du Film Fantastique de Menton 2022 pour le rôle de Charles Lasset dans la série Prométhée diffusée sur TF1.

### Vie personnelle
Il a partagé la vie de l'actrice française Alexandra Lamy, de 1995 à 2003 - avec qui il a eu une fille, Chloé Jouannet, en 1997.
Il a épousé en juin 2010 la comédienne Armelle Deutsch, sa compagne depuis plusieurs années, avec qui il a deux filles. Il vit dans le Loir-et-Cher.

## Filmographie

### Cinéma

#### Longs métrages
- 2001 : Yamakasi d'Arielle Zeitoun : le médecin qui s'occupe de Jamel
- 2004 : Mariage mixte d'Alexandre Arcady : Jean-Christophe
- 2004 : Narco de Tristan Aurouet et Gilles Lellouche : un flic
- 2004 : Tout sur l'oreille : Frédéric
- 2005 : Ma vie en l'air de Rémi Bezançon : un pilote
- 2007 : Ma place au soleil d'Éric de Montalier : Christophe
- 2008 : Fracassés de Franck Llopis : Peter
- 2008 : Modern Love de Stéphane Kazandjian : Victor
- 2012 : La banda Picasso de Fernando Colomo : Henri-Pierre Roché
- 2012 : Cloclo de Florent-Emilio Siri : Alain-Dominique Perrin
- 2012 : L'amour dure trois ans de Frédéric Beigbeder : Le prof de surf

#### Courts métrages
- 2002 : Visite guidée de Caroline Roucoux et Hervé Thébault : Paul Moreau
- 2002 : Même Pas Mal de Caroline Roucoux et Hervé Thébault
- 2009 : Yukiko de Eric Dinkian avec Karin Shibata
- 2024 : Allez ma fille de Chloé Jouannet : Alexandre

### Télévision

#### Séries télévisées
- 1993 : Premiers Baisers : Yvan
- 1993 : Le juge est une femme : Étienne Dufresne
- 1993 - 1994 : Classe mannequin : Thomas
- 1995 : Le Miracle de l'amour : Bertrand Lelièvre, producteur de musique
- 1996 - 1997 : Sous le soleil : Mathias
- 1998 : Nestor Burma : Charles Sérigny
- 2000 : Femmes de loi : Frédéric Klein, ami de Marie Balaguère
- 2000 : Commissaire Moulin : Moretti/Morel
- 2001 : Joséphine, ange gardien : Yves, futur marié
- 2002 : L'Été rouge : David Brenner, journaliste de TF1
- 2004 : Élodie Bradford : Sébastien Fondant
- 2005 : Les Cordier, juge et flic : Grégory
- 2007 : Scalp : Pierre, un golden boy flambeur
- 2007 : Clara Sheller : Antoine
- 2008 : L'Amour dans le sang : Oscar
- 2009 : Paradis criminel : François Roussel
- 2009 : Identités : Denis Bricourt
- 2009 / 2012 : Commissaire Magellan : Paul Cardon / Patrick Lansay
- 2013 : Enquêtes réservées :
- 2014 : Candice Renoir : Julien Lassalle
- 2014 : Falco : Alban Dauzier
- 2014 - 2020 : Nina : Dr Costa Antonakis
- 2014 : Mes chers disparus : Victor Mayence
- 2015 - 2017 : Contact : Thomas Adam
- 2016 : Innocente : Alexis Delage
- 2017 : La Loi de Julien : Cyril Delamarche
- 2017 : Crimes parfaits : Fabien Magini
- 2018 : Commissaire Magellan : Paul Cardon
- 2019 : Pour Sarah : David
- 2019 : Soupçons : Samuel Delorme
- 2020 : Caïn : Samuel Labeyrie
- 2020 - 2021 : Sam : Antoine
- 2021 : Cassandre : Adam
- 2021 - 2023 : Sophie Cross : Thomas Leclercq
- 2022 : Léo Matteï, Brigade des mineurs : Pascal
- 2022 : Les Randonneuses : Etienne
- 2022 : Prométhée : Charles
- 2022 : O.P.J. : Angelo Ferrier
- 2024 : Brocéliande : Patrick Kermagon
- 2024 : L'Éclipse : Raphaël Wilhem
- 2024 - 2025 : Mademoiselle Holmes : Chris Hervieu

#### Téléfilms
- 1998 : Le Bahut d'Hervé Chabalier : Stéphane
- 1999 : La Bascule de Marco Pico : Boris
- 2000 : La Bascule à deux de Thierry Chabert : Boris
- 2000 : Les Jours heureux de Luc Béraud : Laurent
- 2000 : L'Enfant de la honte de Claudio Tonetti : Florian
- 2002 : Notes sur le rire de Daniel Losset : Pascal, un professeur de français
- 2003 : L'Adieu de François Luciani : Laurent Luissac
- 2003 : L'Affaire Dominici de Pierre Boutron : Luka Fabre, journaliste
- 2004 : Le Silence de la mer de Pierre Boutron : Werner Von Ebrennac, officier allemand
- 2004 : Je serai toujours près de toi de Claudio Tonetti : Julien
- 2005 : À la poursuite de l'amour de Laurence Katrian : Zac
- 2006 : Henry Dunant, du rouge sur la croix de Dominique Othenin-Girard : Henry Dunant
- 2006 : Agathe contre Agathe de Thierry Binisti : Antoine
- 2006 : L'Étrangère de José Pinheiro : Pierre, rédacteur en chef d'un quotidien
- 2009 : Des gens qui passent d'Alain Nahum : Jacques de Bavière
- 2009 : La Reine morte de Pierre Boutron : Don Pedro
- 2009 : La Dame de Monsoreau de Michel Hassan : Bussy d'Amboise
- 2010 : Double Enquête de Pierre Boutron : Vincent Gaillard
- 2010 : L'Ombre du Mont-Saint-Michel de Klaus Biedermann : Romain
- 2010 : Les Châtaigniers du désert de Caroline Huppert : Brice
- 2011 : Vivace de Pierre Boutron : Alex Charpentier
- 2012 : Des soucis et des hommes de Christophe Barraud : David
- 2012 : Pour Djamila de Caroline Huppert : Claude Faux
- 2013 : Paradis amers de Christian Faure : Guillaume
- 2013 : J'adore ma vie de Stéphane Kurc : Damien
- 2013 : Surveillance de Sébastien Grall : Pierre Solvy, gardien de supermarché
- 2014 : Ça va passer... Mais quand ? de Stéphane Kappes : Thomas
- 2014 : Meurtres au Pays basque d'Éric Duret : Antonio, un prêtre
- 2015 : Tu es mon fils de Didier Le Pêcheur : Marc
- 2015 : La Clinique du docteur H d'Olivier Barma : Eric
- 2015 : La Promesse du feu de Christian Faure : Guillaume Le Guen
- 2015 : Meurtres au mont Ventoux de Thierry Peythieu : Marc Messac
- 2019 : L'Héritage de Laurent Dussaux : Capitaine Julien Dubreuil
- 2019 : La Promesse de l'eau de Christian Faure : Guillaume Le Guen
- 2024 : Meurtres au Puy-en-Velay de Laurence Katrian : Martin Jimenez
- 2024 : Brigade fluviale de Bénédicte Delmas : Victor Flaubert
- 2024 : Virage de Delphine Lemoine : Martin Bach

## Théâtre
- 1997 : Le Bonheur à Romorantin de Jean-Claude Brisville, mise en scène Jean-Luc Tardieu, Espace 44 Nantes